# Ogrish.com
Ogrish.com war eine „Schockerseite“, auf der vorwiegend Video- und Bildmaterial zum Download angeboten wurde, auf dem reale Unfälle, Tötungen und andere Gewaltakte zu sehen waren. Man berief sich darauf, in einer umfassenden Aufklärung „auch die dunklen Seiten der Welt beleuchten“ zu müssen. Der Leitspruch der Seite lautete „Can you handle life?“.
Betreiber der Website war der Niederländer Dan Klinker (Pseudonym „Evil Knevil“), Mitarbeiter seit 2003 war der Brite Hayden Hewitt.
Die Website wurde als die „vielleicht härteste in einer Reihe blutrünstiger Websites“ bezeichnet, die bei Teenagern Kultstatus erlangt habe.
Die Autoren der Seite bemühten sich jedoch seit Ende des Jahres 2005 darum, das Image einer „Schockerseite“ durch eine zunehmend seriöse Berichterstattung zu bekämpfen. So wurden Sicherheitstipps und Vorsichtsmaßnahmen genannt, um beispielsweise gezeigte Unfälle zu vermeiden. Seit Oktober 2006 existiert die Seite nicht mehr, sondern nur noch eine Weiterleitung auf das Nachfolgeprojekt „liveleak.com“.

## Angebot von „Ogrish.com“
„Ogrish.com“ verfügte über ein konstantes Netzwerk von Personen, welche die Seiteninhalte lieferten. Zu ihm gehörten zum einen zahlreiche Privatpersonen, zum anderen aber auch behördliches und medizinisches Personal. Die Rechte an den meisten Inhalten lagen beim Betreiber von „Ogrish.com“. Laut dem Betreiber Klinker waren über 10 Mitarbeiter mit der Aktualisierung der Inhalte beschäftigt, während hunderte weiterer Personen permanent das Internet nach neuen Inhalten durchsuchten.
Einen erheblichen Teil seines Angebots beschaffte sich Klinker von islamistischen Propagandaseiten.
Angesichts der zuweilen sehr rigorosen Gewaltdarstellung im bereitgestellten Bildmaterial wurde häufig der Vergleich mit der Website „Rotten.com“ angestellt, doch der dort übliche satirische Unterton fehlte bei „Ogrish.com“ völlig.
Das Angebot von „Ogrish.com“ umfasste unter anderem interaktive Elemente wie ein Wiki und ein gut frequentiertes Webforum. Zudem wurden T-Shirts mit dem „Ogrish.com“-Logo sowie in unregelmäßigen Abständen das gedruckte „OgrishMag“ herausgegeben.
Der Betreiber Klinker gab 2004 an, seine Seite habe an einem durchschnittlichen Tag 300.000 Aufrufe. Bei der Veröffentlichung neuer Enthauptungen durch Islamisten steige die Zahl der Zugriffe auf 750.000 am Tag. 65 Prozent der Zugriffe erfolgten aus den USA, 75 Prozent durch Männer. Seine Seite liefere den Besuchern nur, was sie ausdrücklich verlangten. Seiner Meinung nach habe jedermann das Recht, die unzensierte Wahrheit zu sehen. Die Verantwortung für den Umgang mit dem Material liege bei demjenigen, der es herunterlade. Videos von Enthauptungen werden nach Klinkers Angaben viele Millionen Male heruntergeladen. Bei bis zu 60.000 Zugriffen pro Stunde stießen die Server an ihre Leistungsgrenzen.
Dem Seitenbetreiber wurde unterstellt, die Schockvideos als Werbung für die auf der Seite zum Kauf angebotenen Kaufvideos zu nutzen, die die Vergewaltigung junger Frauen und sexuelle Handlungen mit Tieren darstellen sollen.

## Kritik an den Inhalten
Die Website stellte zahlreiche in ihrer Gewaltdarstellung sehr drastische Videos bereit – dies zumeist, ohne dass zuvor die Zustimmung der dargestellten Personen beziehungsweise ihrer Familienangehörigen eingeholt worden wäre, was in der Vergangenheit bereits zu Rechtsstreitigkeiten führte.
2001 fiel die Seite durch die Veröffentlichung von Videomaterial auf, das Menschen zeigte, die sich aus dem brennenden World Trade Center in den Tod stürzten. Das Video war mit höhnischen und als beleidigend empfundenen Kommentaren, blindem Patriotismus und Hassparolen versehen.
2002 kam es zu Auseinandersetzungen, als ogrish.com drastisches Videomaterial von der Ermordung Daniel Pearls veröffentlichte. Das FBI hatte Druck auf Klinker und seinem Hoster ausgeübt, worauf diese das Material zunächst entfernt hatten. Unter Berufung auf die Presse- und Informationsfreiheit wurde es jedoch einige Tage später wieder online gestellt. Ein weiteres Beispiel stellen die Fotos von Opfern des Hurrikans „Katrina“ dar, welche ohne Zustimmung der Hinterbliebenen veröffentlicht wurden.
2004 wurden 34 Bilder und zwei Videos von Opfern der Madrider Zuganschläge veröffentlicht, die diese in ehrverletzender Weise zeigten. Darunter befanden sich auch Aufnahmen von Überwachungskameras und andere Aufnahmen, die Teil der Ermittlungsakten waren. Wie das Material auf die Seite gelangte, ist unklar.

## Zugriff aus einzelnen Ländern

### Deutschland
„Ogrish.com“ wurde im Februar 2002 von der Bundesprüfstelle für jugendgefährdende Schriften indiziert. Seit dem 20. Februar 2006 filterte aus diesem Grund die Suchmaschine „Google“ und seit längerem auch Yahoo die Suchergebnisse von „Ogrish.com“. 
Am 26. Januar 2003 wies die Staatsanwaltschaft Düsseldorf den Internet-Registrar Joker.com an, den DNS-Eintrag von ogrish.com zu sperren, da die Seite gewaltverherrlichendes Material veröffentliche und damit gegen § 131 StGB verstoße. Die Seiteninhalte wurden daraufhin in die USA verlagert.
Im August 2005 forderten deutsche Jugendschutzbehörden das Telekommunikationsunternehmen Level 3 Communications auf, den Zugang zu „Ogrish.com“ über deutsche IP-Adressen zu sperren. Da viele Internetverbindungen über den in Frankfurt am Main stehenden Server laufen, wären auch andere daran angeschlossene Staaten wie die Niederlande, Frankreich, Polen und die Schweiz betroffen gewesen. Als Begründung für die Sperrung der Seite wurde angeführt, dass ihre Inhalte gegen geltendes deutsches Recht verstoßen würden. Ob die Inhalte tatsächlich gegen deutsches Recht verstoßen haben, ist jedoch ungeklärt geblieben. Die Seitenbetreiber behaupteten in einem selbst verfassten Disclaimer das Gegenteil und damit die Rechtmäßigkeit ihres Angebots.

### Spanien
Als Bilder und Videos von den Madrider Zuganschlägen auf der Seite auftauchten, wies der spanische Ermittlungsrichter die Polizeibehörden an, „alle notwendigen Schritte zur Schließung der Website zu unternehmen“. Er berief sich dabei auf Artikel 18 der spanischen Verfassung und Artikel 579 des spanischen Strafgesetzbuches. Diese Artikel erlauben Eingriffe in die Telekommunikation zum Schutz der verfassungsmäßig garantierten Ehre und Intimsphäre.